# Arbore (gmina)
Arbore – gmina w Rumunii, w okręgu Suczawa. Obejmuje miejscowości Arbore, Bodnăreni i Clit. W 2011 roku liczyła 6719 mieszkańców.